# École nationale d'administration et de magistrature (Burkina Faso)
Pour les articles homonymes, voir École nationale d'administration et de magistrature.
L'École nationale d'administration et de magistrature (ENAM), créée le 4 décembre 1959,  est une école supérieure de formation du personnel administratif du Burkina Faso dont le siège est situé à Ouagadougou.

## Historique

### Création et contexte
Autrefois appelée École nationale d’administration (ENA), l’actuelle École nationale d’administration et de magistrature (ENAM) est créée par décret présidentiel le 4 décembre 1959 à l’aube de l'indépendance de la Haute-Volta devenue Burkina Faso en août 1984. L’ouverture de cette école de formation des agents de l'administration marque la volonté politique des autorités du pays de se doter d’une école spécialisée devant soutenir les efforts de mise en place de la nouvelle administration nationale. Dès janvier 1960, l’ENA commence à fonctionner et reçoit ses premiers stagiaires pour un perfectionnement de six mois en vue de la relève du personnel colonial. Il s’agissait à l’époque de parer au plus urgent avec un personnel issu des filières telles que l’administration générale, l’économie rurale et la coopération, justice et police, législation financière et comptable.

### Évolution
À partir d'octobre 1966, sa mission générale devient la formation, le perfectionnement des divers personnels à tous les niveaux et la recherche appliquée au développement. Aussi acquiert-elle le statut d’Établissement public à caractère administratif (EPA) doté de la personnalité morale et de l’autonomie financière.
À partir de 1968, l’école occupe ses locaux actuels sis à Ouagadougou à côté de l'université Joseph Ki-Zerbo. En fonction des mutations institutionnelles intervenues, la tutelle administrative a été exercée par la présidence du Faso puis par le Premier ministère, et finalement par le ministère chargé de la Fonction publique. Ces changements successifs d’institution de tutelle sont une démarche tendant à permettre un suivi rapproché de ses activités.

### Changement de nom
En 1984, l’école ouvre une section accueillant les auditeurs de justice et adopte sa dénomination actuelle École nationale d’administration et de magistrature (ENAM). L'ENAM est placée sous la tutelle technique du ministère chargé de la Fonction publique et sous la tutelle financière du ministère des Finances. 
Depuis sa création en 1959, l'École Nationale d’Administration et de Magistrature (ENAM) s’est toujours positionnée comme institution leader en matière de formation professionnelle du personnel de l'État[réf. souhaitée]. En effet, les différentes réformes que l'institution a connues ont toujours milité en faveur de la consolidation de son premier rôle dans la formation des agents de l’État et plus tard des collectivités territoriales, d’une part, et en faveur de la diversification de ses missions d’autre part. L’évolution institutionnelle de l'ENAM est surtout marquée par la prise en compte des exigences de la modernisation de relancée dans la deuxième décennie des années 2000 (Plan stratégique décennal de modernisation de l'administration (2011-2020) par les autorités burkinabées, cela a été matérialisé dès 2011 par l'adoption du premier plan stratégique de TENAM (2011-2016). À la suite de ce premier plan, un second sera adopté en 2017 (2017-2021). Ces deux plans stratégiques ont contribué significativement à changer la trajectoire de l'ENAM qui va élargir son champ d’actions dans le domaine de la formation professionnelle.

## Principales missions
De nos jours, les missions assignées à l'ENAM sont de trois ordres, à savoir :
- La formation professionnelle initiale et continue des agents de l’État, des collectivités territoriales, des établissements publics et parapublics[2] ;
- La conduite de recherches appliquées en administration publique ;
- L'assistance-conseil aux administrations de l’État, aux collectivités territoriales, aux établissements public et parapublics[3],[4].

Ces missions contemporaines de l’ENAM tirent leurs origines de la planification stratégique de 2011-2016 et de 2017-2021. Ces deux moments importants du développement de la structure ont connu des résultats variés avec de nombreux acquis, mais aussi de nombreuses insuffisances. Cependant, l'ENAM a pendant longtemps été le fleuron de l'enseignement professionnel au Burkina Faso[réf. souhaitée].

## Filières de formation par département

### Administration générale
- Administration générale
- Secrétariat
- Gestion des ressources humaines
- Archives
- Gestion de l'information documentaire

### Gestion des services, socio-économiques
- Administration scolaire et universitaire
- Intendance scolaire et universitaire
- Économie et finances

- Administrateurs des lycées et collèges

### Magistrature, greffe
- Magistrature
- Greffes et parquets
- Droits humains
- Interprètes judiciaires

### Gestion des emplois, formation professionnelle et lois sociales
- Emploi et formation professionnelle
- Administration du travail et lois sociales

### Gestion des services touristiques et culturels
- Administration culturelle

- Tourisme

- Cinéma et Audiovisuel

- Muséologie[5],[6],[7],[8]

## Directeurs
- 1959-1973 : Lompolo Koné
- 1965-1967 : Malick Zoromé[9]
- 1973-1980 : Ignace Kalmogo
- 1980-1982 : Laurent Kilachiu Bado[10]
- 1982-1983 : Ambroise Zagre[11]
- 1984-1986 : Pascal Témai Benon
- 1983-1984 : Laurant Kilachiu Bado
- 1986-1987 : Jonas Hanitan Ye
- 1988-1994 : Philippe Somé[12]
- 1994-2001 : Haridata Dakouré/Seré
- 2001-2012 : Moctar Tall[13]
- 2013-2018 : Benoît Kambou[14]
- 2018-2023 : Awalou Ouedraogo[15]
- Depuis août 2022: Jacob Y. Yarabatioula[16]

## Instituts régionaux d'administrations
L’ENAM a compté, outre son siège de Ouagadougou, six Instituts Régionaux d’Administration (IRA), :
- Institut régional d'administration des Hauts-Bassins ;
- Institut régional d'administration de l'Est ;
- Institut régional d'administration Ziniaré ;
- Institut régional d'administration Ouahigouya ;
- Institut régional d'administration Dédougou ;
- Institut régional d'administration Gaoua.

Aujourd'hui seulement deux (02) IRA (ceux des Hauts-Bassins et de l'Est) fonctionnent actuellement 

## Personnalités liées à l'établissement

### Élèves
- Témai Pascal Benon[19]
- Minata Samaté Cessouma
- Yannick Martial Ayissi Elounddou
- Dan Aloys Bonkoungou